# Spigelia pedunculata
Spigelia pedunculata är en tvåhjärtbladig växtart som beskrevs av Carl Sigismund Kunth. Spigelia pedunculata ingår i släktet Spigelia och familjen Loganiaceae. Inga underarter finns listade i Catalogue of Life.